# ويلهلم راسموسن
ويلهلم راسموسن (بالنرويجية: Wilhelm Rasmussen)‏ (و. 1879 – 1965 م) هو نحات، وبروفيسور نرويجي، ولد في شين، توفي عن عمر يناهز 86 عاماً.